# 제1대 액턴 남작 존 달버그 액턴

제1대 액턴 남작 존 달버그 액턴(John Dalberg-Acton, 1st Baron Acton, 1834년 1월 10일 ~ 1902년 6월 19일)은 영국의 정치인, 역사가이다. 액턴 경(Lord Acton)으로 자주 불린다. "절대 권력은 절대 부패한다."는 명언이 자주 인용된다.

## 정치
1869년 빅토리아 여왕은 액턴에게 작위를 내렸고 그는 제1대 액턴 남작이 되었다. 윌리엄 이워트 글래드스턴 영국 총리가 알선한 것이다. 둘은 친한 친구 사이로 자주 소통했다. 매튜 아놀드는 "글래드스턴 총리는 그의 모든 주변 인물들에게 영향을 주었지만, 액턴만 달랐다. 액턴은 글래드스턴에 영향을 주는 사람이었다."고 말했다.

## 명언
- Power tends to corrupt and absolute power corrupts absolutely.

절대 권력은 절대 부패한다.
(권력은 부패하기 쉬우므로 제한받지 않는 권력은 반드시 부패한다)